# Shave and a Haircut

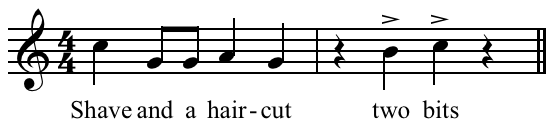
"Shave and a Haircut" em C maior.
Estas notas são: C-G-G-A-G B-C.

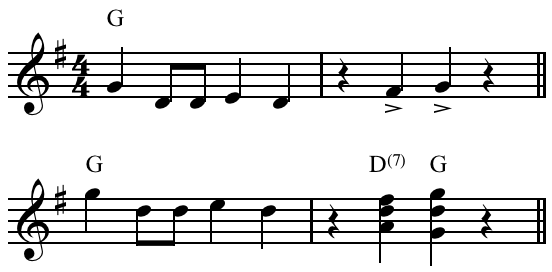
"Shave and a Haircut" em G maior e depois com acordes. ou.

Na música, a chamada "Shave and a Haircut" e a resposta associada "two bits" é um dístico ou riff simples de 7 notas popularmente usado no final de uma performance musical, geralmente para efeito cômico. É usado melodicamente e ritmicamente, por exemplo, como uma batida de porta. Escutarⓘ
"Two bits" é um arcaísmo nos Estados Unidos para a moeda de 25 centavos (ou Quarter). "Six bits" é usado ocasionalmente. As palavras finais também podem ser "get lost" (dá o fora), "drop dead" ("caiu morto", na Austrália), ou alguma outra expressão facetada. Na Inglaterra, é dito frequentemente como "five bob" (gíria para cinco xelins, embora palavras sejam usadas agora raramente para acompanhar o ritmo ou a melodia.
Em português, alguns autores traduzem esta expressão por: "Barba e cabelo, dois paus".

## História
Uma das primeiras ocorrências é na canção de 1899 de Charles Hale, "At a Darktown Cakewalk". Outras músicas do mesmo período também usaram a melodia. As mesmas notas forma a ponte na música "Hot Scotch Rag", escrita por H. A. Fischler in 1911.
Uma gravação antiga usou a melodia de 7 notas tanto no início como no final de uma canção humorística de 1915, de Billy Murray and the American Quartet, chamada "On the 5:15".

## Popularidade
A melodia pode ser ouvida em buzinas de carros, ao passo que o ritmo pode ser batido como uma batida de porta ou como o código Morse "dah-di-di-dah-di, di-dit" (  –··–·   ··  ) no final de um contato de rádio amador.